# Chiesa dell'Assunzione della Beata Vergine Maria (Turano Lodigiano)
La chiesa dell'Assunzione della Beata Vergine Maria, detta anche chiesa di Santa Maria Assunta, è la parrocchiale di Turano Lodigiano, in provincia e diocesi di Lodi; fa parte del vicariato di Casalpusterlengo.

## Storia
La prima citazione di un luogo di culto a Turano risale al 1261 ed è contenuto in un elenco di chiese dedicate a tassazione, dal quale si apprende che dipendeva dalla pieve di San Pietro di Cavenago.
Questa chiesa fu verosimilmente oggetto di un ristrutturazione entro la metà del Cinquecento, daro che l'8 aprile 1556 venne consacrata dal vescovo di Lodi Giovanni Simonetta.
Nella Descriptio del 1619 si legge che la parrocchiale turanese, compresa nel vicariato di Cavenago d'Adda ed venne come filiale la chiesa di San Lorenzo, era sede delle confraternite del Santissimo Sacramento e della Dottrina Cristiana, che a servizio della cura d'anime vi era unicamente il rettore e che il numero dei fedeli era pari a 774.
Nel 1679 i fratelli Antonio e Gio Batta Calderari, che detenevano il giuspatronato della parrocchia, richiesero alla curia diocesana di Lodi il permesso di ampliare e rimaneggiare la chiesa secondo il progetto dell'ingegner Bassano Bovio: il 13 maggio di quell'anno il vescovo Bartolomeo Menatti diede il suo consenso e i lavori furono eseguiti negli anni immediatamente successivi.
Nel corso del Settecento l'edificio venne interessato da alcuni interventi di minore portata.
Ai primi del XX secolo l'allora parroco don Giovanni Corbellini si attivò iniziando le pratiche per ingrandire la chiesa, ma l'idea poi non fu portata avanti; nel 1909 si provvide solo al rifacimento della volta e ad alcune risistemazione degli spazi interni.
Nel 1938 fu posato il nuovo pavimento della navata e nella seconda metà del Novecento il campanile venne sopraelevato.

## Descrizione

### Facciata
La facciata della chiesa, rivolta a occidente, presenta centralmente il portale d'ingresso, affiancato da due colonnine, e una finestra ed è scandita da quattro lesene tuscaniche sorreggenti la trabeazione sopra la quale si imposta un registro attico, abbellito da un affresco e coronato dal timpano curvilineo.
Annesso alla parrocchiale è il campanile a base quadrata, suddiviso da cornici in più ordini; la cella presenta su ogni lato una monofora a tutto sesto.

### Interno
L'interno dell'edificio si compone di un'unica navata, sulla quale si affacciano le cappelle laterali, introdotte da archi a tutto sesto, e le cui pareti sono scandite da lesene sopra i cui capitelli corre la trabeazione modanata e aggettante sulla quale si imposta la volta ribassata; al termine dell'aula si sviluppa il presbiterio, rialzato di alcuni gradini, delimitato da balaustre e coperto da volta a botte.